# يوان لانجلي
يوان جان-نويل لانجلي (25 ديسمبر 1982

) (بالإنجليزية: Yoann-Jean-Noël Langlet)‏ لاعب كرة قدم موريتاني يحمل الجنسية الفرنسية أيضا يلعب حاليا لصالح نادي الدرجة الثانية يونيكوس اليوناني منذ 2009 في خط الوسط .
لعب لانجلي في أندية بوردو (1999-2001) لافال (2002-2003) باولم (2003-2004) سيون (2004-2005) باولم مجددا (2005-2006) فادوز (2006-2007) الاتحاد (2007-2008) فرايبورغ (2008) نيون (2009) .
شارك لانجلي مع منتخب موريتانيا في 20 مباراة مسجلا 7 أهداف منذ سنة 2003 .

## روابط خارجية
- يوان لانجلي على موقع رابطة كرة القدم الفرنسية للمحترفين (الإنجليزية)
- يوان لانجلي على موقع قاعدة بيانات كرة القدم.إي يو (الإنجليزية)
- يوان لانجلي على موقع ناشيونال فوتبول تيمز (الإنجليزية)
- يوان لانجلي على موقع Soccerway.com (الإنجليزية)
- يوان لانجلي على موقع عالم كرة القدم.نت (الإنجليزية)
- يوان لانجلي على موقع GSA (الإنجليزية)